# Синьоглав ара
Синьоглавият ара (Primolius couloni) е вид птица от семейство Папагалови (Psittacidae). Видът е световно застрашен, със статут Уязвим.

## Разпространение и местообитание
Разпространен е в Боливия, Бразилия и Перу.